# ゴム (イラン)
ゴム（ペルシア語: قم, ラテン文字転写: Qom、現代ではGhom [ɢom] ( 音声ファイル)）は、イランの都市で、ゴム州の州都。近世ペルシア語ではクム (Qum) 。現代ペルシア語ではq音は有声化しているので、標題はより厳格なペルシア語転写による。日本では「コム」とも表記される。
テヘランから南に約120kmの位置にあり、人口はおよそ1,201,158人。十二イマーム派における7代目イマーム・ムーサー・カーゼムの娘で、8代目イマーム・アリー・レザーの妹、ファーテメ・マアスーメの霊廟を中心に発展した宗教都市である。
イラクのナジャフのホウゼ・ウルミーエ・ナジャフ学院と並び称されるホウゼ（英: Hawza、十二イマーム派特有の宗教学校）であるホウゼ・ウルミーエ・ゴム学院（英: Hawza 'Ilmiyya Qom、1921年に創設、en:Qom hawzaとも）がある。ホメイニーはこの学院で学び、教鞭をとったイスラム法学者で、彼を理論的指導者としたイラン革命はこの町で起きた暴動をきっかけに起こった。
イスラム共和制のもとでゴムは革命を主導してきた宗教保守派の牙城となっており、イラン国内政治における重要性は首都テヘランに並ぶ。
イスラームの宗教歌（ナシード）に、この名前のものがある。また、Qom,Ghomは和訳すると蜂起するである。

## 歴史
ゴムは、イスラム時代の早い時期からアラブ人の移住が相次ぎ、イスラム教信仰、特にシーア派信仰の中心地となった。伝承によれば、8世紀初頭頃、メルヴに滞在中の兄イマーム・レザーを訪ねてイランを旅行していたファーテメがこの町で客死したといい、彼女の墓への参詣が盛んになり、宗教都市となった。
10世紀頃からは聖廟に附属して設けられたホウゼ（宗教学校）が十二イマーム派の教学のイラン方面におけるセンターとなり、16世紀にサファヴィー朝によって十二イマーム派が国教化されるとその保護を受けて隆盛を極めた。イランの人々が十二イマーム派を受け入れるにあたりコムの宗教学者（ウラマー）、イスラム法学者たちが果たした役割は大きい。
その後、イラクのナジャフが隆盛に向かうとともにゴムは相対的に目立たない存在となっていったが、1920年代にイラクのアタバードで学んだ碩学ハーエリーがホウゼの教授に招聘され、彼らイラン生まれの学者たちによってイランにおける十二イマーム派教学のセンターとして復興された。ホメイニーもホウゼで学んでハーエリーの薫陶を受けた学者のひとりであるが、のちにパフラヴィー朝の王政と対立して国外に亡命した。
1978年1月、パリに亡命していたホメイニーを中傷する新聞記事をめぐって、ゴムで学生デモが起こる。この動きはたちまち全国的な反政府暴動に広がり、翌1979年にはホメイニーが帰国して革命政府が樹立され、パフラヴィー朝が倒れされるイラン革命に発展した。革命後、イスラム共和国の最高指導者（ラフバル）となったホメイニーはテヘランに移るまでの数年間、ゴムから国政の指揮をとっている。
20世紀末以降のゴムは、それまで十二イマーム派の教学の中心であったイラク南部がサッダーム・フセイン政権のもとでシーア派信仰を抑圧されたこともあって、世界的な十二イマーム派のセンターとしての性格を帯びた。イラン・イラク戦争以降、ゴムにはイラクからの亡命者が殺到し、またソビエト連邦の崩壊後は中央アジアからも十二イマーム派の教学を学ぶ留学生が訪れるようになった。このように現代のゴムは国際宗教都市となっている。
2025年6月、イスラエルはゴム市内のアパートを攻撃（イラン・イスラエル戦争を参照）。ゴドス軍の司令官の1人を殺害したと発表した。

## イマーム・ホメイニ国際神学校
ゴムにあるイマーム・ホメイニ国際神学校は、世界70ヶ国からの3000人にのぼる留学生に4年をかけてイスラム法学やイスラム革命の精神を教え込む。生活費や授業料は全てイラン政府が負担している。

## 地理
首都テヘランの南約125kmに位置する。

## 気候
ケッペンの気候区分で砂漠気候(BWh)に区分される。
| ゴム (1986年–2010年)の気候 | ゴム (1986年–2010年)の気候 | ゴム (1986年–2010年)の気候 | ゴム (1986年–2010年)の気候 | ゴム (1986年–2010年)の気候 | ゴム (1986年–2010年)の気候 | ゴム (1986年–2010年)の気候 | ゴム (1986年–2010年)の気候 | ゴム (1986年–2010年)の気候 | ゴム (1986年–2010年)の気候 | ゴム (1986年–2010年)の気候 | ゴム (1986年–2010年)の気候 | ゴム (1986年–2010年)の気候 | ゴム (1986年–2010年)の気候 |
| 月 | 1月                        | 2月                        | 3月                        | 4月                        | 5月                        | 6月                        | 7月                        | 8月                        | 9月                        | 10月                       | 11月                       | 12月                       | 年                         |
| --- | -------------------------- | -------------------------- | -------------------------- | -------------------------- | -------------------------- | -------------------------- | -------------------------- | -------------------------- | -------------------------- | -------------------------- | -------------------------- | -------------------------- | -------------------------- |
| 最高気温記録 °C （°F） | 23.4 (74.1)                | 26.5 (79.7)                | 35.5 (95.9)                | 36.5 (97.7)                | 41.5 (106.7)               | 44.2 (111.6)               | 47.0 (116.6)               | 45.5 (113.9)               | 41.6 (106.9)               | 36.6 (97.9)                | 28.6 (83.5)                | 22.5 (72.5)                | 47.0 (116.6)               |
| 平均最高気温 °C （°F） | 10.2 (50.4)                | 13.6 (56.5)                | 19.1 (66.4)                | 26.0 (78.8)                | 31.8 (89.2)                | 37.9 (100.2)               | 40.3 (104.5)               | 39.4 (102.9)               | 34.9 (94.8)                | 27.7 (81.9)                | 18.9 (66)                  | 12.2 (54)                  | 26.0 (78.8)                |
| 日平均気温 °C （°F） | 4.2 (39.6)                 | 7.1 (44.8)                 | 12.0 (53.6)                | 18.3 (64.9)                | 23.6 (74.5)                | 29.1 (84.4)                | 31.8 (89.2)                | 30.3 (86.5)                | 25.2 (77.4)                | 19.0 (66.2)                | 11.5 (52.7)                | 6.1 (43)                   | 18.2 (64.8)                |
| 平均最低気温 °C （°F） | −1.9 (28.6)                | 0.6 (33.1)                 | 5.0 (41)                   | 10.5 (50.9)                | 15.4 (59.7)                | 20.2 (68.4)                | 23.4 (74.1)                | 21.2 (70.2)                | 15.6 (60.1)                | 10.3 (50.5)                | 4.1 (39.4)                 | −0.1 (31.8)                | 10.4 (50.7)                |
| 最低気温記録 °C （°F） | −23 (−9)                   | −11.2 (11.8)               | −11 (12)                   | 0.4 (32.7)                 | 5.4 (41.7)                 | 8.0 (46.4)                 | 15.0 (59)                  | 13.5 (56.3)                | 6.5 (43.7)                 | 0.6 (33.1)                 | −7 (19)                    | −10.5 (13.1)               | −23 (−9)                   |
| 降水量 mm （inch） | 25.4 (1)                   | 20.5 (0.807)               | 27.7 (1.091)               | 20.2 (0.795)               | 10.4 (0.409)               | 2.3 (0.091)                | 0.7 (0.028)                | 0.3 (0.012)                | 0.8 (0.031)                | 6.2 (0.244)                | 14.3 (0.563)               | 19.4 (0.764)               | 148.2 (5.835)              |
| 平均降水日数 （≥1.0 mm） | 4.4                        | 4.1                        | 4.2                        | 3.9                        | 2.0                        | 0.4                        | 0.2                        | 0.1                        | 0.3                        | 1.8                        | 2.6                        | 3.2                        | 27.2                       |
| 平均降雪日数 | 3.1                        | 1.4                        | 0.3                        | 0.0                        | 0.0                        | 0.0                        | 0.0                        | 0.0                        | 0.0                        | 0.0                        | 0.1                        | 0.9                        | 5.8                        |
| % 湿度 | 66                         | 58                         | 48                         | 42                         | 33                         | 24                         | 23                         | 24                         | 26                         | 38                         | 52                         | 66                         | 41                         |
| 平均月間日照時間 | 185.0                      | 194.0                      | 221.5                      | 233.3                      | 296.6                      | 351.5                      | 354.5                      | 347.3                      | 309.9                      | 263.4                      | 204.9                      | 172.7                      | 3,134.6                    |
| 出典：Iran Meteorological Organization (records), (temperatures), (precipitation), (humidity), (days with precipitation and snow), (sunshine) |                            |                            |                            |                            |                            |                            |                            |                            |                            |                            |                            |                            |                            |

## 経済
周辺に油田があり、石油産業が主な産業である。原油パイプライン、天然ガスパイプラインの経由地である。

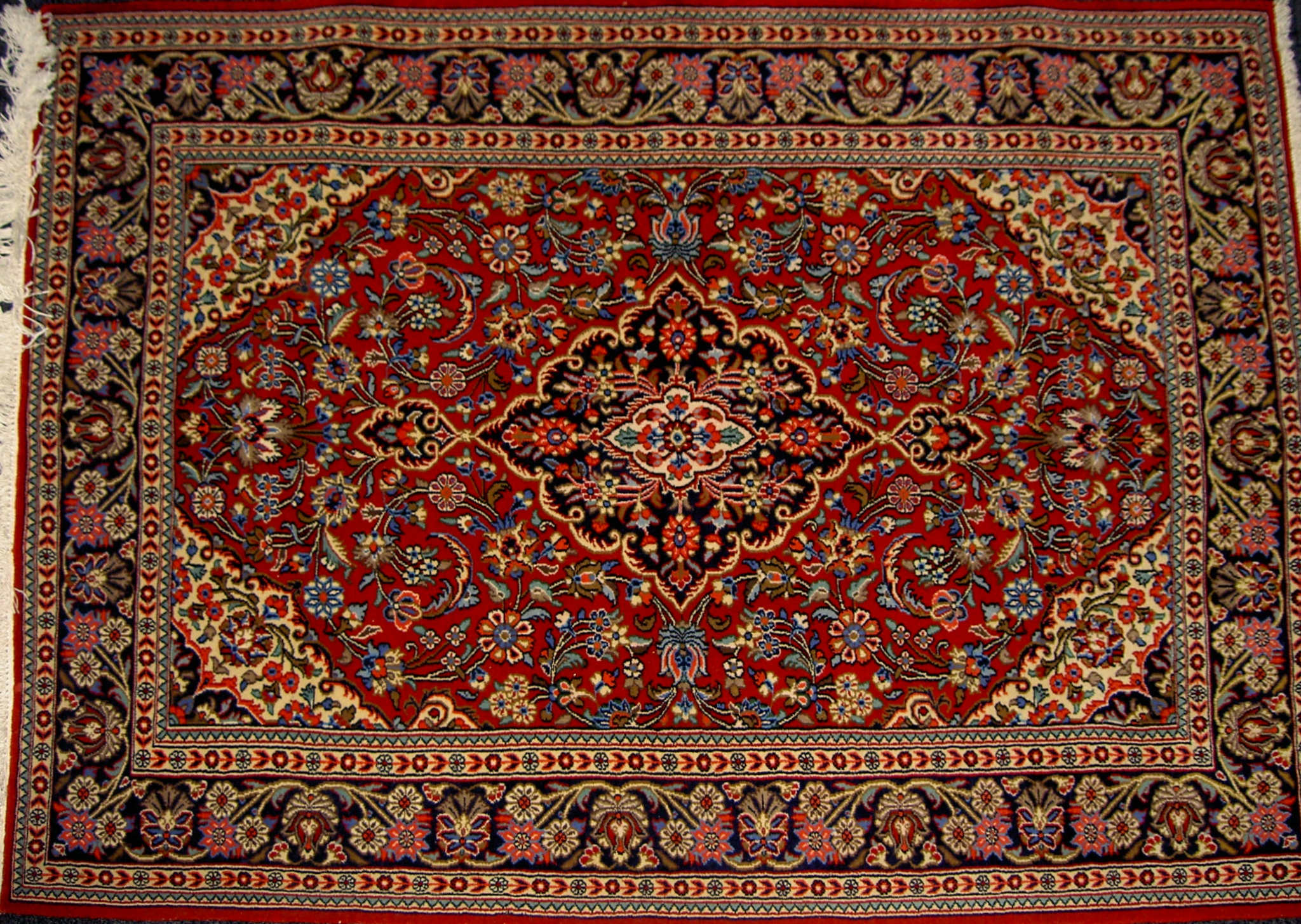
ゴム絨毯（Qom rug）

## 交通

### 空港
- ゴム国際空港（英語版）

### 鉄道
市内の中心駅はゴム駅。

### 市内交通
市内を横断するゴム・メトロ（地下鉄線およびモノレール線）が建設中である。

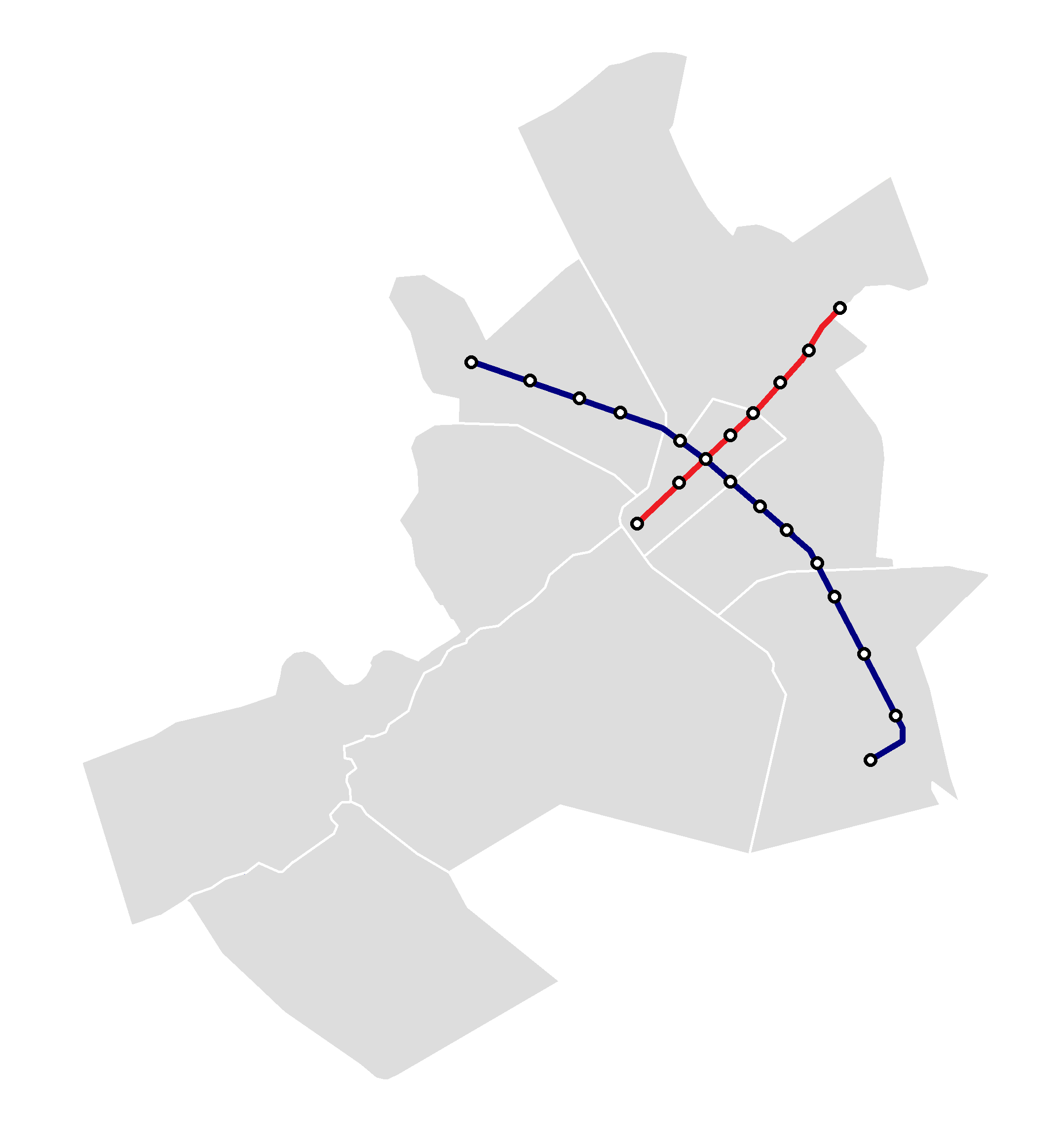
ゴム・メトロの計画路線図

## 教育
- ゴム大学（英語版）
- Mofid University
- Qom University of Medical Sciences
- Al-Mustafa International University

## 施設等

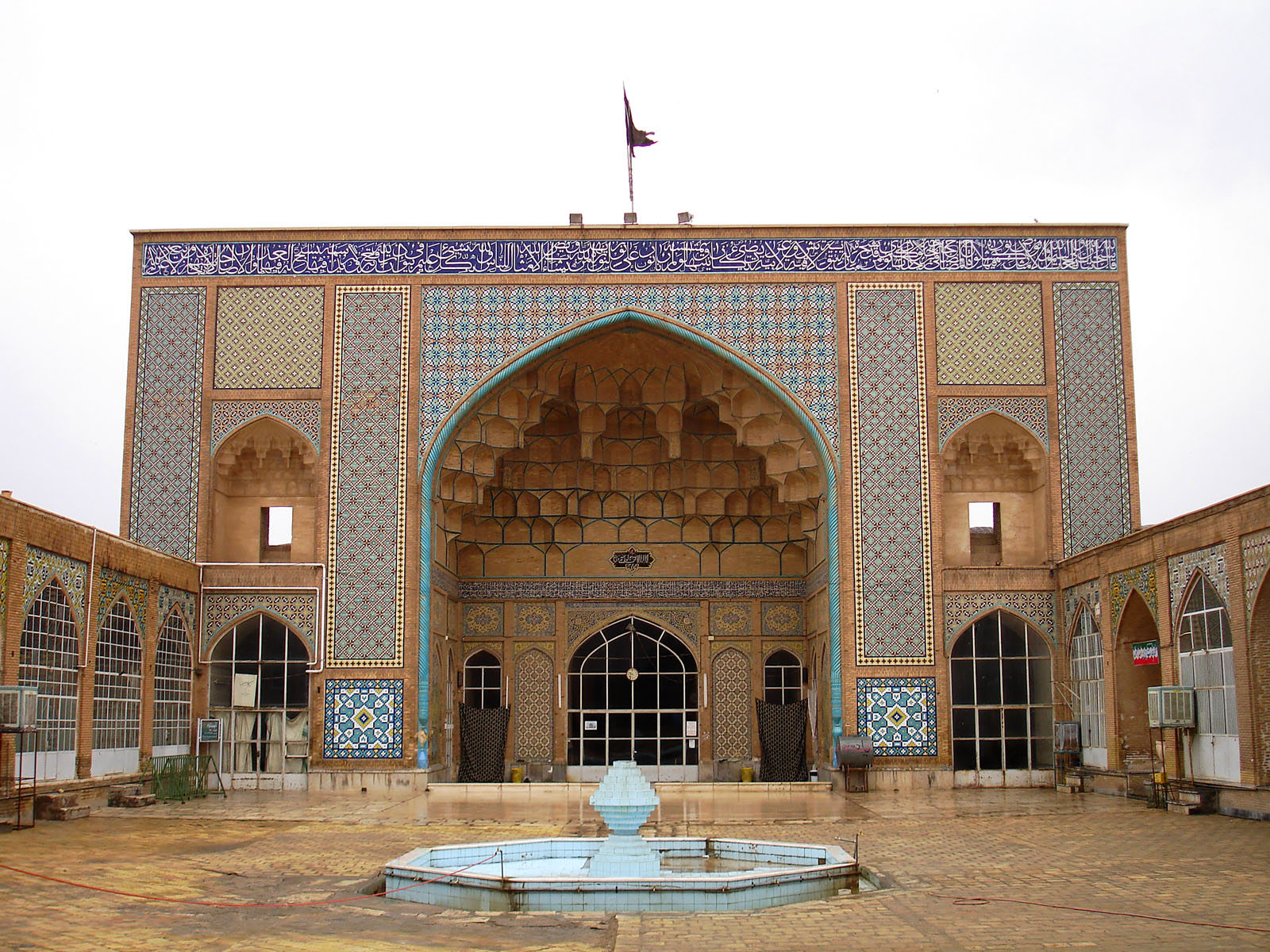
Qom Mosque
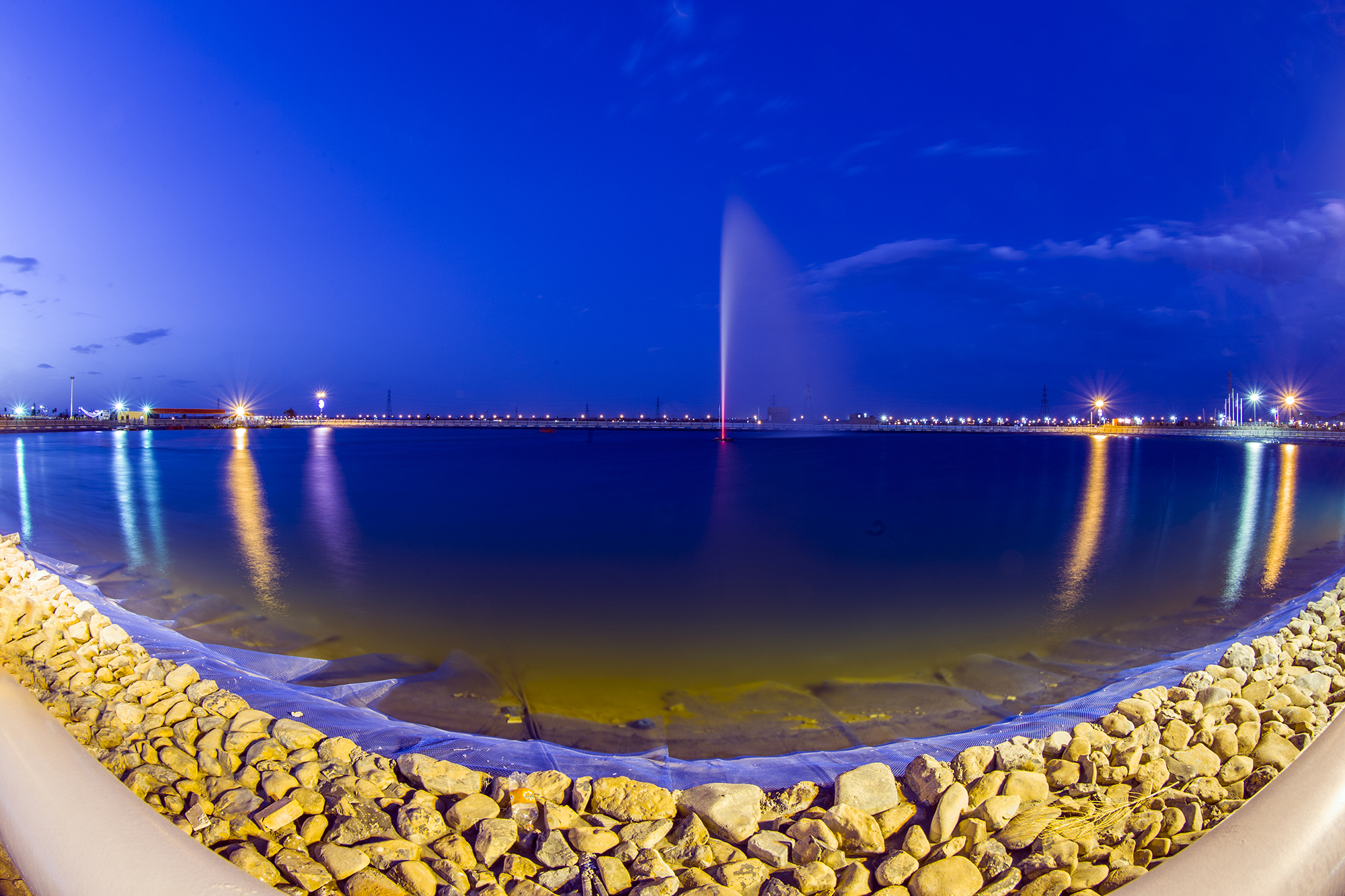
Young Water Park
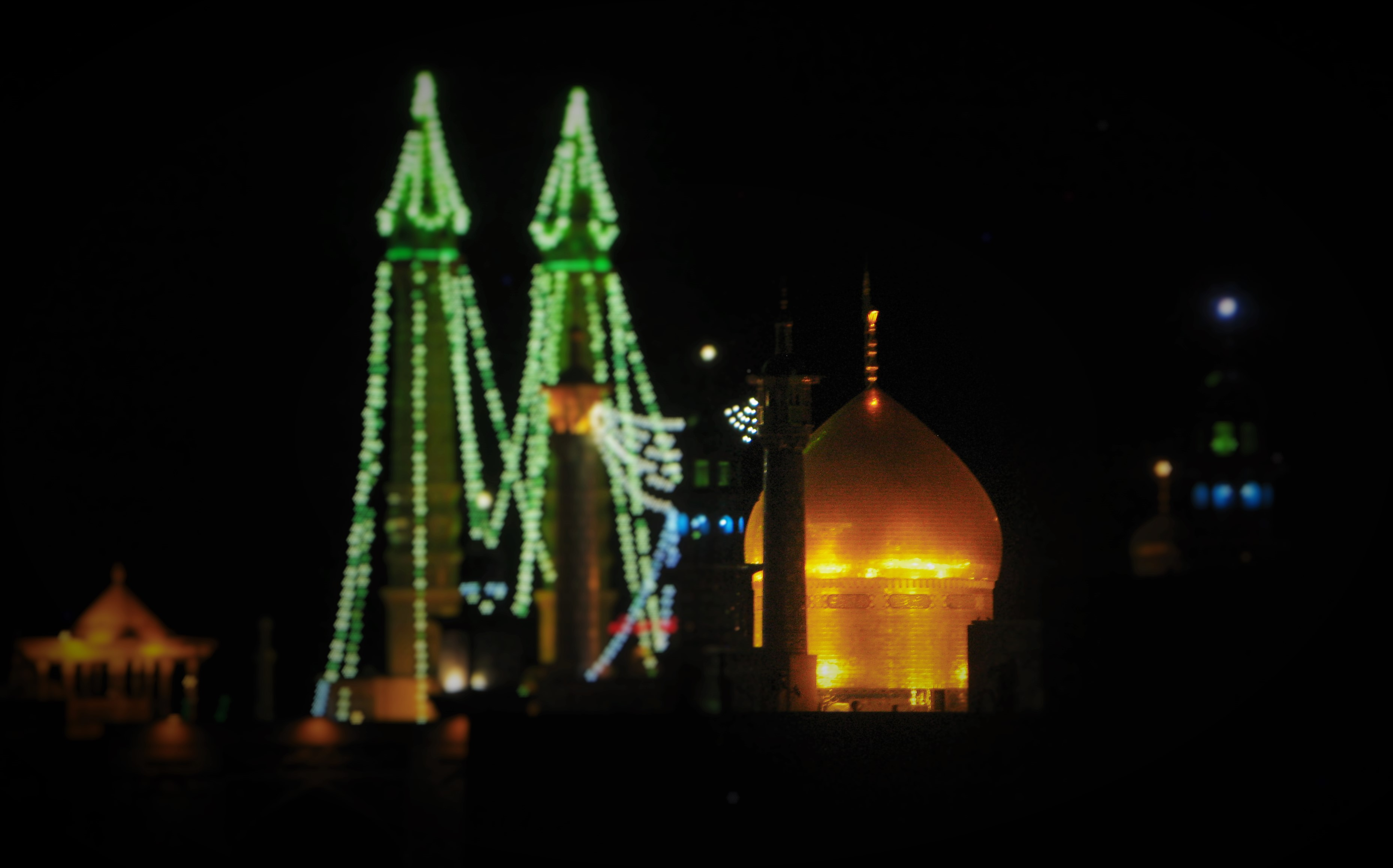
Shrine of Fatimah Masumah
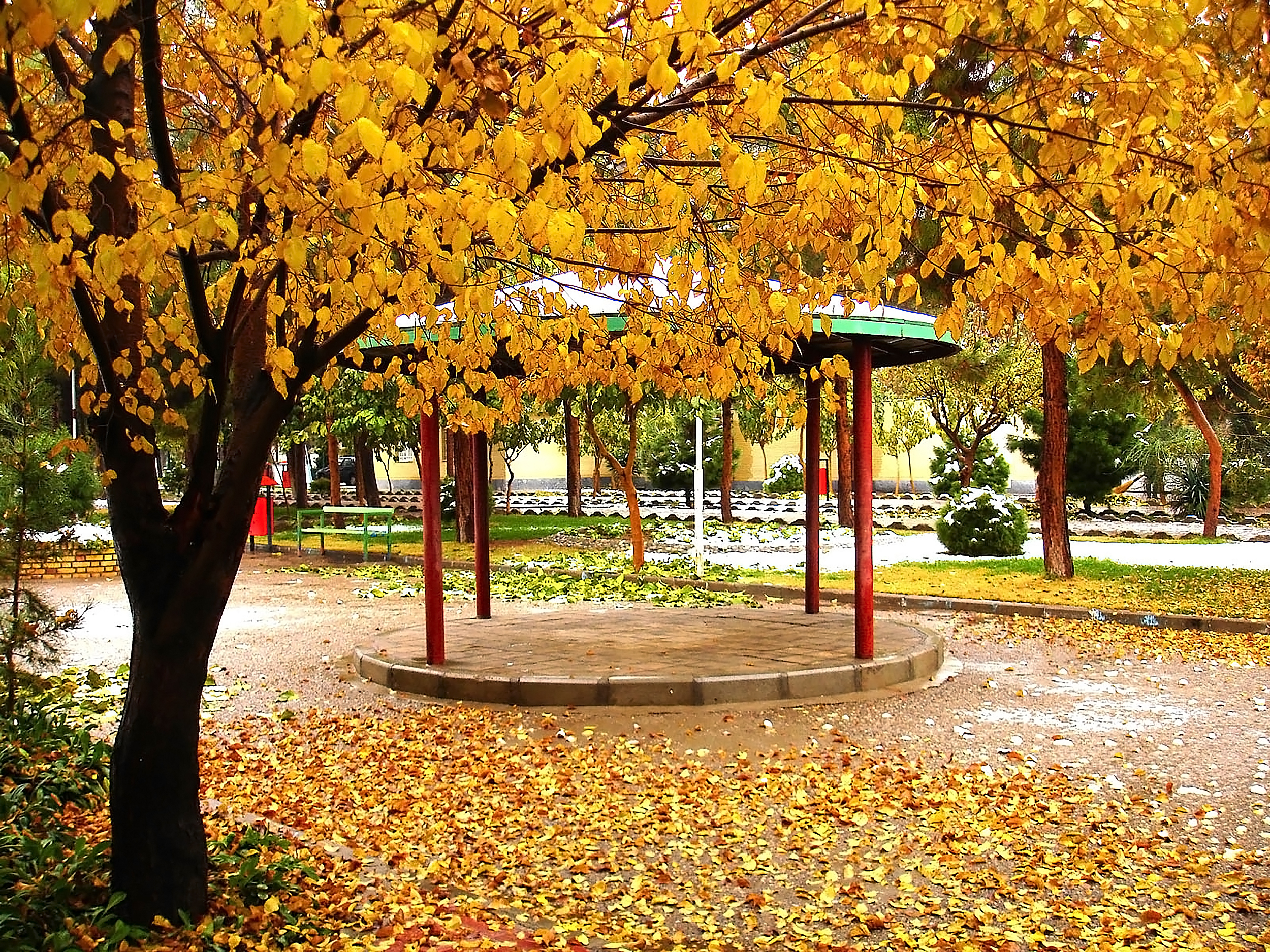
Binyamin park
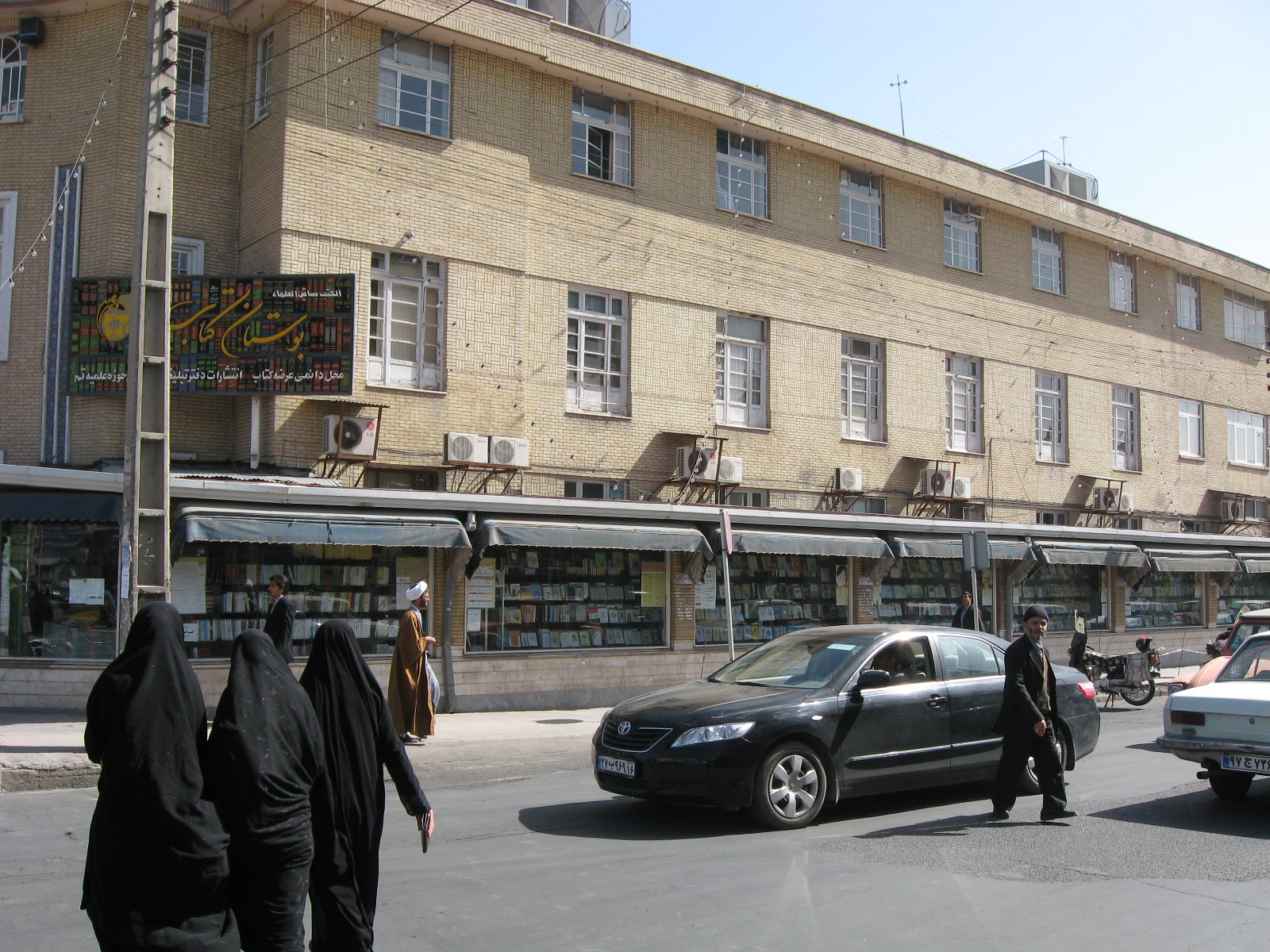
Qom
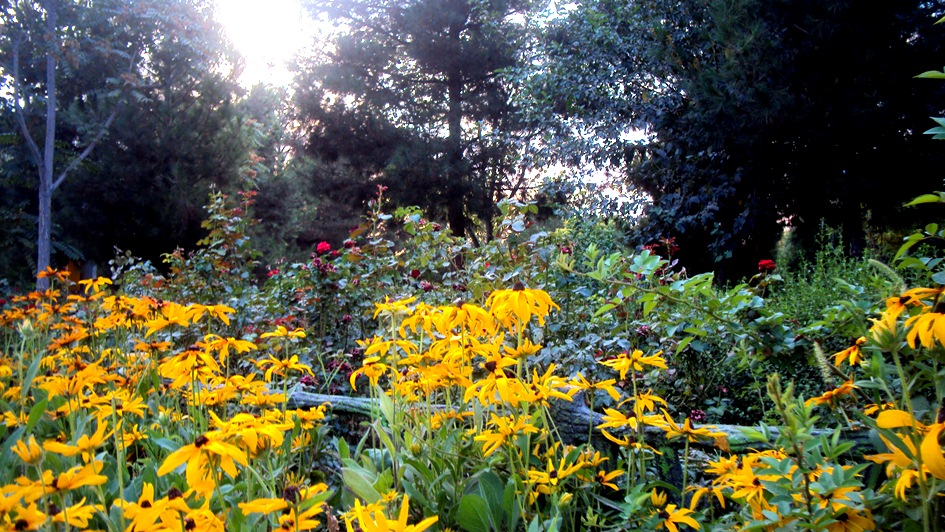
Alavi park
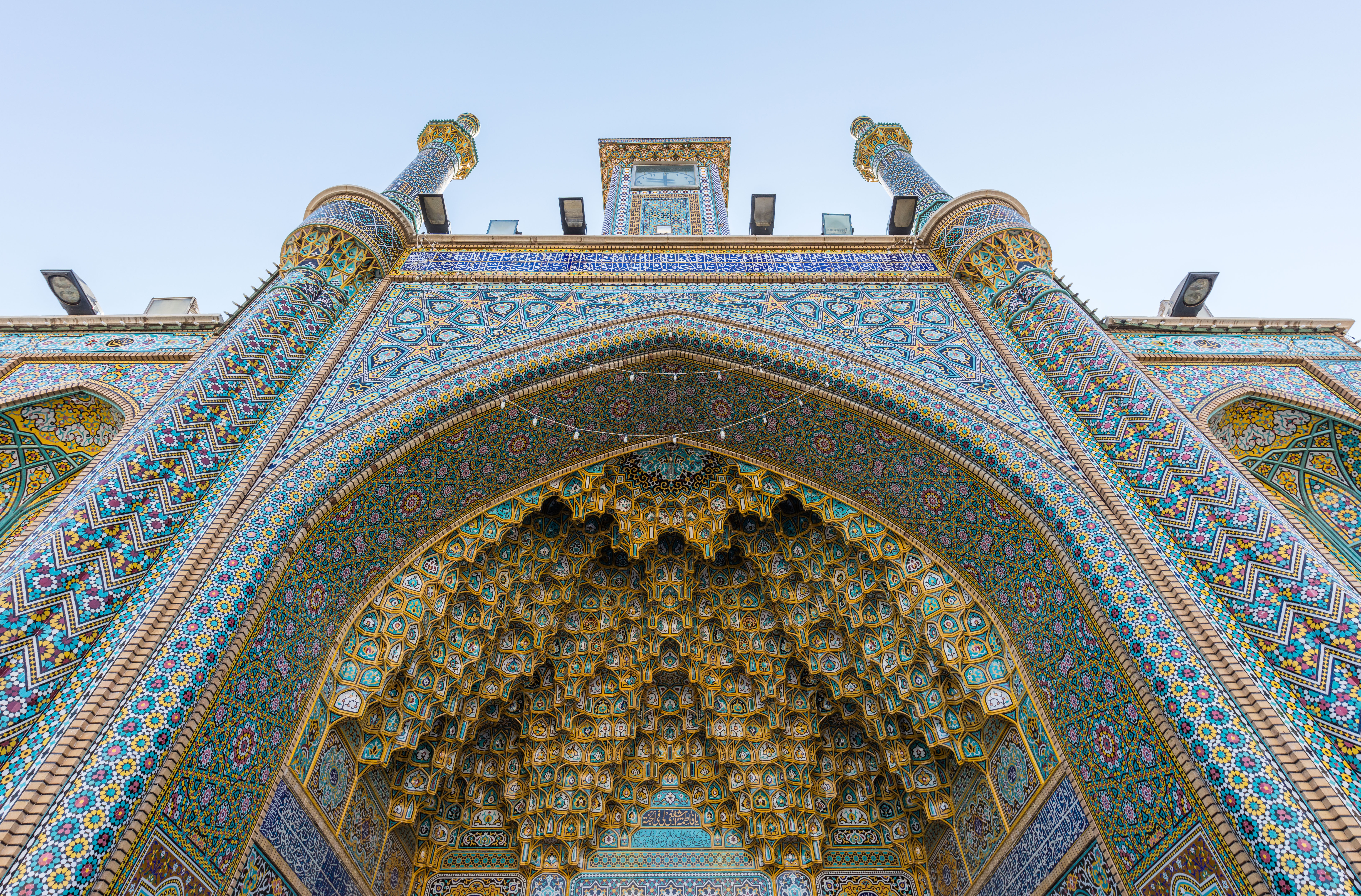
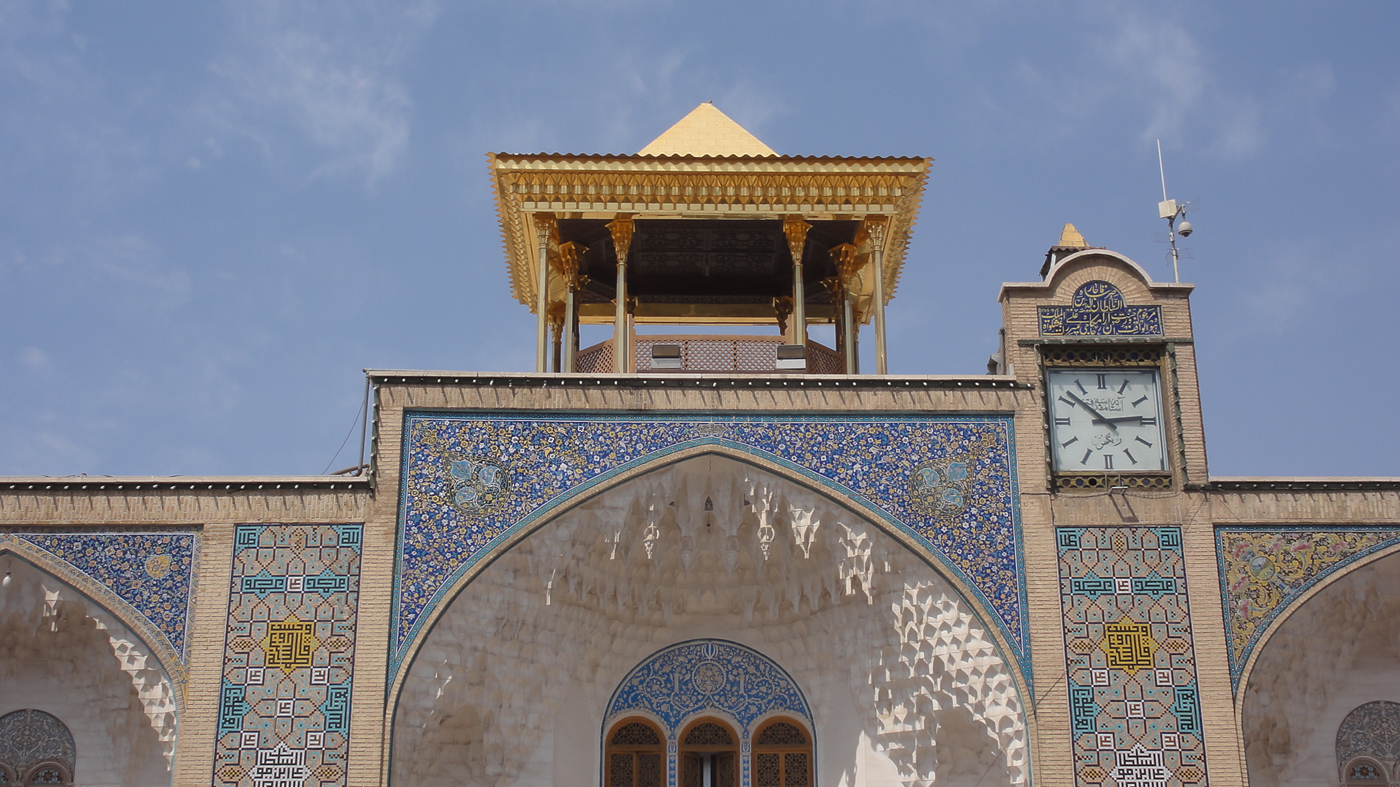
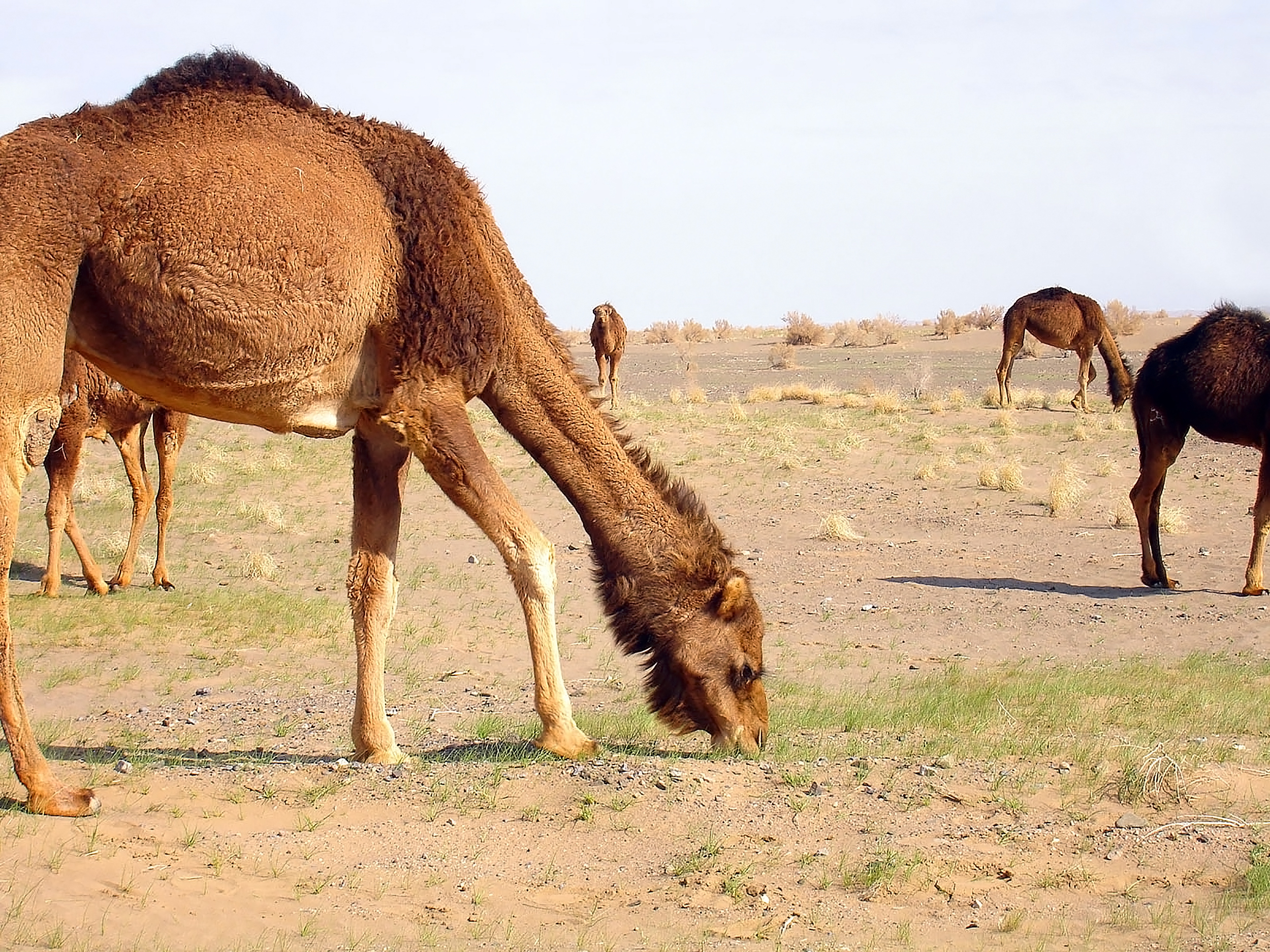
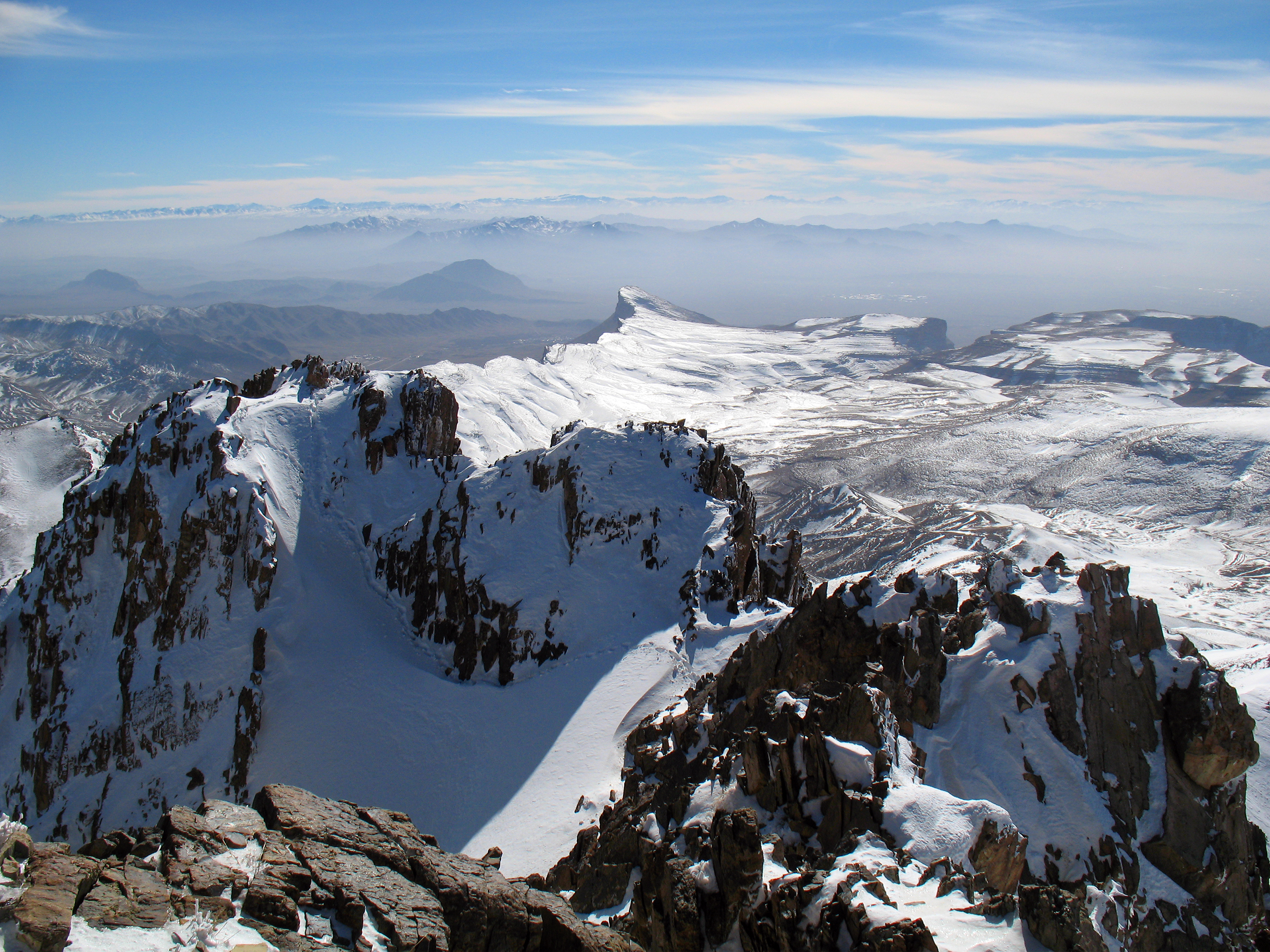
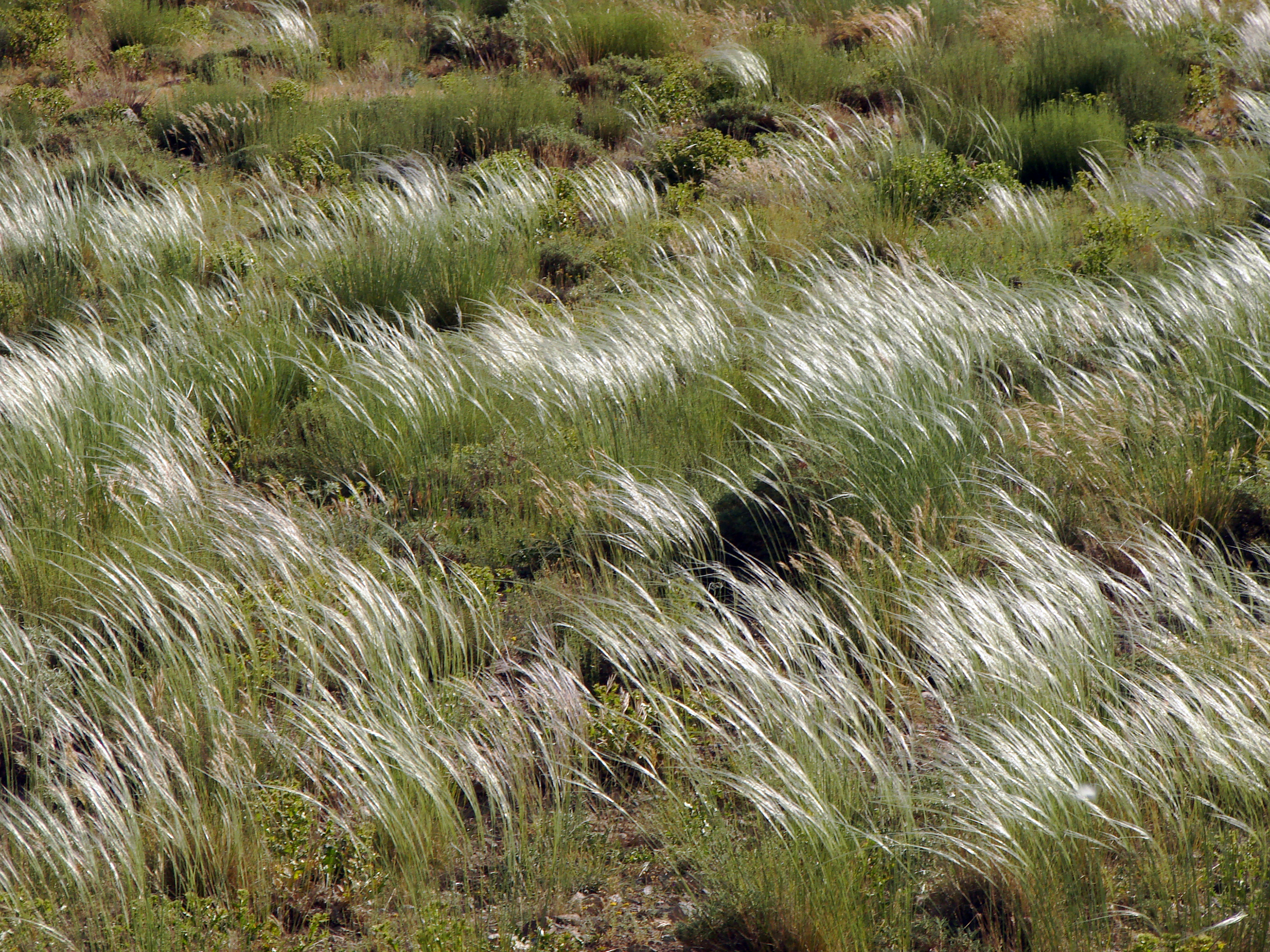